# In God We Trust (album de Brand Nubian)
Pour les articles homonymes, voir In God We Trust (homonymie).
Albums de Brand Nubian
One for All
(1990) Everything is Everything
(1994)
Singles
1. Punks Jump up to Get Beat Down
Sortie : 1992
2. Love Me Or Leave Me Alone
Sortie : 1993

In God We Trust est le deuxième album studio de Brand Nubian, sorti le 2 février 1993.
L'album s'est classé 4e au Top R&B/Hip-Hop Albums et 12e au Billboard 200.

## Liste des titres
| No  | Titre                                                | Contient un (des) sample(s) de | Durée |
| --- | ---------------------------------------------------- | --- | ----- |
| 1.  | Allah U Akbar (Produit par Brand Nubian)             | Funky President de James Brown To the Right de Brand Nubian | 4:50  |
| 2.  | Ain't No Mystery (Produit par Brand Nubian)          | Something You Got de Wilson Pickett Richard Pryor Dialogue de Richard Pryor | 4:23  |
| 3.  | Meaning of the 5% (Produit par Brand Nubian)         | "T" Stands for Trouble de Marvin Gaye | 2:53  |
| 4.  | Pass the Gat (Produit par Brand Nubian)              | Superfluous d'Eddie Harris | 3:23  |
| 5.  | Black Star Line (featuring Red Foxx)                 | | 5:07  |
| 6.  | Allah and Justice (Produit par Brand Nubian)         | Look at Granny Run Run d'Howard Tate | 2:11  |
| 7.  | The Godz... (Produit par Brand Nubian)               | Amen, Brother des Winstons | 3:50  |
| 8.  | The Travel Jam (Produit par Brand Nubian)            | Shape Your Mind to Die de Leon Thomas I Can't Get Next to You des Temptations Superappin' de Grandmaster Flash and The Furious Five All for One de Brand Nubian To the Right de Brand Nubian | 3:53  |
| 9.  | Brand Nubian Rock the Set (Produit par Brand Nubian) | You'll Never Get to Heaven (If You Break My Heart) de Cal Tjader | 4:07  |
| 10. | Love Me or Leave Me Alone (Produit par Brand Nubian) | San Francisco Lights de Bobbi Humphrey Sing a Simple Song de Booker T. and the M.G.'s | 4:35  |
| 11. | Steal Ya 'Ho (Produit par Brand Nubian)              | Ode to Billie Joe de Lou Donaldson The New Dance Craze des Five Stairsteps and Cubie Flex de Mad Cobra Girls - Part 2 des B-Boys                                                             | 3:51  |
| 12. | Steady Bootleggin' (Produit par Brand Nubian)        | People Sure Act Funny de Dr. Lonnie Smith Bootleggin' de Simtec & Wylie | 3:52  |
| 13. | Black and Blue (Produit par Brand Nubian)            | American Tango de Weather Report | 4:01  |
| 14. | Punks Jump Up to Get Beat Down (Produit par Diamond) | Gonna Fly Now de Bill Conti Public Enemy No. 1 de James Brown | 4:25  |